# 愉快なピーナッツ
「愉快なピーナッツ」（ゆかいなピーナッツ）は日本のロックバンド、くるりの22枚目のシングル。2009年4月29日に発売された。発売元はSPEEDSTAR RECORDS。

## 概要
- 隠しジャケット仕様になっており、CDをはめるプラスチック・ケースを取り外すと、表ジャケットと同じ構図で、テレビが叩き壊されているイラストが姿を現すようになっている。
- 発売当時はタイアップがなかったが、2009年7月18日より、Apple「iPhone 3GS」のCMソングに起用された。CMでアルバム『魂のゆくえ』のジャケットとともに楽曲が流れ出す。
- このシングルのみ、この時期の楽曲をまとめたベストアルバム『ベスト オブ くるり -TOWER OF MUSIC LOVER 2-』に未収録となっている。

## 収録曲
- 全曲、作詞・作曲：岸田繁／編曲：くるり

1. 愉快なピーナッツ
2. 丸顔
3. かもめはかもめ
  - 内橋和也および三柴理が収録に参加している。この曲のみ日本で録音（他はニューヨークにて録音）。